# Казола-ді-Наполі
Казола-ді-Наполі (італ. Casola di Napoli) — муніципалітет в Італії, у регіоні Кампанія,  метрополійне місто Неаполь.
Казола-ді-Наполі розташована на відстані близько 220 км на південний схід від Рима, 29 км на південний схід від Неаполя.
Населення — 3883 особи (2014).

## Демографія
Населення за роками:

Станом на 1 січня 2023 року в муніципалітеті офіційно проживало 25 іноземців з 6 країн, серед них 13 громадян країн Євросоюзу та 9 громадян України.

## Сусідні муніципалітети
- Граньяно
- Леттере